# La Dompteuse de tigres
Pour plus de détails, voir Fiche technique et Distribution.
La Dompteuse de tigres (titre original : Укротительница тигров, Ukrotitelnitsa tigrov) est une comédie soviétique réalisée par Nadejda Kocheverova et Aleksandr Ivanovski, sorti en 1954. L'actrice Lioudmila Kassatkina y tient son premier rôle, doublée dans les scènes avec les fauves par l'artiste de cirque Margarita Nazarova.

## Synopsis
Fiodor Iermolaïev, un célèbre pilote de moto, après une nouvelle victoire en compétition, reçoit une invitation du directeur du cirque à venir s'entretenir avec lui. Arrivé à l'heure prévue, le coureur est témoin d'une urgence : le tigre est sorti de sa cage et s'est installé dans le bureau du directeur, qui, avec d'autres employés, est obligé de se cacher. Lenotchka Vorontsova, une fille issue d'une famille de cirque qui travaille comme nettoyeuse de cage mais rêve d'une carrière de dresseuse d'animaux, se charge de reconduire le tigre.
Le réalisateur propose à Iermolaïev le numéro « Moto sous le dôme du cirque ». Le chef comptable du cirque, Ferapont Ilitch, chez qui vit Fiodor, est très heureux pour son camarade et lui conseille d'accepter. Le coureur promet d'y réfléchir.
Pendant ce temps, Lena sort avec son ami d'enfance et jeune camarade Fiodor Iermolaïev, le second d'un remorqueur fluvial, Petia Mokine. Petia est amoureux de Lena et la persuade par tous les moyens d'écouter sa mère et de quitter le cirque. Les jeunes gens se disputent, ce qui provoque le départ de Petia, et Lena rencontre par hasard Iermolaïev, qu'elle avait aperçu le matin lorsqu'elle conduisait le tigre. Au cours de la conversation, il lui explique l'objet de sa visite au cirque, la proposition qui lui a été faite et ses doutes. Sous la pression de Lena, ils se rendent au cirque en moto. Fiodor voit pour la première fois l'envers du décor, fait connaissance avec les artistes et donne son accord, à condition que son assistante soit Vorontsova. Lors de la préparation du numéro, des sentiments réciproques naissent entre le futur artiste et son assistante.
Pendant ce temps, des changements interviennent dans le cirque : le dresseur Almazov, qui traitait Lena comme une « arriviste » et lui interdisait de s'approcher des tigres, est renvoyé pour ivresse et violation de la discipline de travail. Le directeur doit trouver d'urgence un nouveau dresseur. Lenotchka, comprenant que c'est sa chance, se porte volontaire pour travailler avec les tigres et, pour cette raison, refuse d'assister Fiodor. Ils se disputent. En désespoir de cause, Iermolaïev prend la fille de Ferapont Ilitch, la sotte Olechka, qui est amoureuse de lui, pour occuper le poste d'assistante vacant.
Olya avoue à Lena qu'elle est amoureuse de Iermolaïev et lui demande conseil. Vorontsova, dans un accès de jalousie, ment en disant que Fiodor est marié et a trois enfants : « deux à Penza, un au Kamtchatka ». En tournée, le pilote de moto n'arrive pas à travailler avec sa nouvelle assistante et s'en prend constamment à elle, la comparant à Lena. Oletchka répond à ces tracasseries en racontant l'histoire de Iermolaïev Vorontsova sur sa « femme » et ses « enfants », ajoutant que demain, la jeune fille fera ses débuts avec des tigres. Fiodor se rend compte que Léna l'aime et, après s'être excusé auprès d'Olya, quitte précipitamment la visite en moto, pressé d'assister à la première apparition de la dresseuse dans l'arène.
Les débuts de Lena sont un grand succès, le public est ravi. Petya, qui revient d'un voyage, vient voir Lena après la représentation, lui dit qu'il l'aime et lui demande sa main. La jeune fille avoue qu'elle ne voit en Petya qu'un ami. Puis Iermolaïev entre dans la loge, lui qui a également assisté à la représentation de Vorontsova. Il se réconcilie avec Lena et lui avoue ses sentiments....

## Fiche technique
- Titre français : La Dompteuse de tigres[2],[3]
- Titre original : Укротительница тигров, Ukrotitelnits tigrov
- Réalisation : Nadejda Kocheverova et Aleksandr Ivanovski
- Scénario : Klimenti Mintz et Ievgueni Pomechtchikov
- Photographie : Apollinari Doudko
- Compositeur : Mieczysław Weinberg
- Parolier : Mikhaïl Doudine
- Direction artistique : Abram Wechsler, Semion Mandel
- Son : Alexandre Bekker
- Caméra : Alexeï Syssoïev
- Montage : Alexandre Ivanovski
- Dressage de tigres : Boris Eder
- Consultant : Gueorgui Venetsianov
- Compositing :
  - Photographie : Mikhaïl Chamkovitch
  - Direction artistique : Mikhaïl Golovatinski
  - Assistant : Emil Gal
- Pays de production :  Union soviétique
- Studio : Lenfilm
- Langue : russe
- Genre : comédie, mélodrame
- Durée : 96 minutes
- Date de sortie :  11 mars 1954

## Distribution
- Lioudmila Kassatkina : Lena Vorontsova, chargée de l'entretien des fauves qui rêve d'une carrière de dompteuse
- Pavel Kadotchnikov : Fiodor Iermolaïev
- Leonid Bykov : Petia Mokine
- Pavel Soukhanov : Nikita Antonovitch, directeur de cirque
- Constantin Sorokine : Ferapont Ilitch, comptable
- Glikeria Bogdanova-Tchesnokova : Maria Mikhaïlovna
- Nina Ourgant : Oletchka, fille de Ferapont Ilitch
- Boris Eder : Anton Teleguine, dompteur
- Tatiana Peltzer : Emmy Vorontsova
- Alexandre Orlov : Vassili Vorontsov
- Sergueï Filippov : Kazimir Almazov, dompteur
- Anatoli Korolkevitch : Mohican, illusionniste
- Piotr Lobanov : oncle Vassia
- Margarita Nazarova : dompteuse de tigres (doublage de Lioudmila Kassatkina)
- Nikolaï Trofimov : Mychkine, rédacteur du journal
- Boris Viatkine : clown avec les chiens